# Babichy
Babichy – wieś w Polsce położona w województwie łódzkim, w powiecie łódzkim wschodnim, w gminie Rzgów.
Miejscowość włączona jest do sieci autobusowej MZK Pabianice (linia T).
W latach 1975–1998 miejscowość administracyjnie należała do ówczesnego województwa łódzkiego.